# Dubaï Tour 2014
La 1re édition du Dubaï Tour a eu lieu du 5 au 8 février 2014. La course fait partie du calendrier UCI Asia Tour 2014 en catégorie 2.1.
L'épreuve a été remportée par l'Américain Taylor Phinney (BMC Racing) vainqueur du contre-la-montre lors de la première étape. Il devance son coéquipier le Britannique Steve Cummings et le Danois Lasse Norman Hansen (Garmin-Sharp) respectivement de quinze et dix-sept secondes,,,,,.
Phinney termine meilleur jeune de la course alors que l'Allemand Marcel Kittel, vainqueur des trois étapes en ligne, remporte le classement par points. Le Sud-Africain Willie Smit (Vini Fantini Nippo) gagne quant à lui le classement des sprints.

## Présentation
,,,,

### Parcours
,,,,,,,,

### Équipes
Classé en catégorie 2.1 de l'UCI Asia Tour, le Dubaï Tour est par conséquent ouvert aux UCI ProTeams dans la limite de 50 % des équipes participantes, aux équipes continentales professionnelles, aux équipes continentales et aux équipes nationales.
L'organisateur RCS Sport a communiqué la liste des équipes invitées le 28 janvier 2014,. 16 équipes participent à ce Dubaï Tour - 11 ProTeams, 4 équipes continentales et 1 équipe nationale :
| Nom de l'équipe         | Pays       | Code |
| ----------------------- | ---------- | ---- |
| Astana                  | Kazakhstan | AST  |
| BMC Racing              | États-Unis | BMC  |
| Cannondale              | Italie     | CAN  |
| Garmin-Sharp            | États-Unis | GRS  |
| Giant-Shimano           | Pays-Bas   | GIA  |
| Katusha                 | Russie     | KAT  |
| Lampre-Merida           | Italie     | LAM  |
| Movistar                | Espagne    | MOV  |
| Omega Pharma-Quick Step | Belgique   | OPQ  |
| Tinkoff-Saxo            | Russie     | TCS  |
| Trek Factory Racing     | États-Unis | TFR  |

| Nom de l'équipe    | Pays                | Code |
| ------------------ | ------------------- | ---- |
| Banco BIC-Carmim   | Portugal            | BBC  |
| RTS-Santic Racing  | Taipei chinois      | RTS  |
| Skydive Dubai      | Émirats arabes unis | SKD  |
| Vini Fantini Nippo | Japon               | VFN  |

| Nom de l'équipe                          | Pays                | Code |
| ---------------------------------------- | ------------------- | ---- |
| Équipe nationale des Émirats arabes unis | Émirats arabes unis | UAE  |

### Favoris
,,,,,,,,,

## Étapes
| Étape     | Date      | Villes étapes         |  | Distance (km) | Vainqueur d’étape | Leader du classement général |
| --------- | --------- | --------------------- |  | ------------- | ----------------- | ---------------------------- |
| 1re étape | 5 février | Dubaï - Dubaï         |  | 9,9           | Taylor Phinney    | Taylor Phinney               |
| 2e étape  | 6 février | Dubaï – Palm Jumeirah |  | 121           | Marcel Kittel     | Taylor Phinney               |
| 3e étape  | 7 février | Dubaï – Hatta         |  | 162           | Marcel Kittel     | Taylor Phinney               |
| 4e étape  | 8 février | Dubaï - Burj Khalifa  |  | 123           | Marcel Kittel     | Taylor Phinney               |

## Déroulement de la course

### 1reétape
16 équipes inscrivent 8 coureurs sauf la formation nationale des Émirats arabes unis qui n'en compte que 7. 127 coureurs sont donc au départ de la course,,.
|    | Coureur             | Équipe                  |    | Temps       |
| -- | ------------------- | ----------------------- | -- | ----------- |
| 1  | Taylor Phinney      | BMC Racing              | en | 12 min 03 s |
| 2  | Steve Cummings      | BMC Racing              | +  | 14 s        |
| 3  | Lasse Norman Hansen | Garmin-Sharp            |    | 16 s        |
| 4  | Tony Martin         | Omega Pharma-Quick Step |    | 22 s        |
| 5  | Fabian Cancellara   | Trek Factory Racing     |    | 25 s        |
| 6  | Peter Sagan         | Cannondale              |    | 31 s        |
| 7  | Adriano Malori      | Movistar                |    | 32 s        |
| 8  | Maciej Bodnar       | Cannondale              |    | 35 s        |
| 9  | Alexander Porsev    | Katusha                 |    | 35 s        |
| 10 | Peter Velits        | BMC Racing              |    | 37 s        |

|    | Coureur             | Équipe                  |    | Temps       |
| -- | ------------------- | ----------------------- | -- | ----------- |
| 1  | Taylor Phinney      | BMC Racing              | en | 12 min 03 s |
| 2  | Steve Cummings      | BMC Racing              | +  | 14 s        |
| 3  | Lasse Norman Hansen | Garmin-Sharp            |    | 16 s        |
| 4  | Tony Martin         | Omega Pharma-Quick Step |    | 22 s        |
| 5  | Fabian Cancellara   | Trek Factory Racing     |    | 25 s        |
| 6  | Peter Sagan         | Cannondale              |    | 31 s        |
| 7  | Adriano Malori      | Movistar                |    | 32 s        |
| 8  | Maciej Bodnar       | Cannondale              |    | 35 s        |
| 9  | Alexander Porsev    | Katusha                 |    | 35 s        |
| 10 | Peter Velits        | BMC Racing              |    | 37 s        |

### 2eétape
,,,
|    | Coureur               | Équipe              |    | Temps           |
| -- | --------------------- | ------------------- | -- | --------------- |
| 1  | Marcel Kittel         | Giant-Shimano       | en | 2 h 50 min 30 s |
| 2  | Peter Sagan           | Cannondale          | +  | m.t             |
| 3  | Taylor Phinney        | BMC Racing          |    | m.t             |
| 4  | Juan José Lobato      | Movistar            |    | m.t             |
| 5  | Giacomo Nizzolo       | Trek Factory Racing |    | m.t             |
| 6  | Roberto Ferrari       | Lampre-Merida       |    | m.t             |
| 7  | Nikolay Trusov        | Tinkoff-Saxo        |    | m.t             |
| 8  | Lucas Sebastián Haedo | Skydive Dubai       |    | m.t             |
| 9  | Jacopo Guarnieri      | Astana              |    | m.t             |
| 10 | Raymond Kreder        | Garmin-Sharp        |    | m.t             |

|    | Coureur             | Équipe                  |    | Temps           |
| -- | ------------------- | ----------------------- | -- | --------------- |
| 1  | Taylor Phinney      | BMC Racing              | en | 3 h 02 min 33 s |
| 2  | Steve Cummings      | BMC Racing              | +  | 15 s            |
| 3  | Lasse Norman Hansen | Garmin-Sharp            |    | 17 s            |
| 4  | Tony Martin         | Omega Pharma-Quick Step |    | 23 s            |
| 5  | Fabian Cancellara   | Trek Factory Racing     |    | 26 s            |
| 6  | Peter Sagan         | Cannondale              |    | 30 s            |
| 7  | Adriano Malori      | Movistar                |    | 33 s            |
| 8  | Maciej Bodnar       | Cannondale              |    | 36 s            |
| 9  | Alexander Porsev    | Katusha                 |    | 36 s            |
| 10 | Marcel Kittel       | Giant-Shimano           |    | 36 s            |

### 3eétape
,,,
|    | Coureur                     | Équipe                  |    | Temps           |
| -- | --------------------------- | ----------------------- | -- | --------------- |
| 1  | Marcel Kittel               | Giant-Shimano           | en | 3 h 47 min 52 s |
| 2  | Juan José Lobato            | Movistar                | +  | m.t             |
| 3  | Peter Sagan                 | Cannondale              |    | m.t             |
| 4  | Dylan van Baarle            | Garmin-Sharp            |    | m.t             |
| 5  | Reinardt Janse van Rensburg | Giant-Shimano           |    | m.t             |
| 6  | Wout Poels                  | Omega Pharma-Quick Step |    | m.t             |
| 7  | Alejandro Valverde          | Movistar                |    | m.t             |
| 8  | Ramūnas Navardauskas        | Garmin-Sharp            |    | m.t             |
| 9  | Nikolay Trusov              | Tinkoff-Saxo            |    | m.t             |
| 10 | Jesús Herrada               | Movistar                |    | m.t             |

|    | Coureur             | Équipe                  |    | Temps           |
| -- | ------------------- | ----------------------- | -- | --------------- |
| 1  | Taylor Phinney      | BMC Racing              | en | 6 h 50 min 24 s |
| 2  | Steve Cummings      | BMC Racing              | +  | 15 s            |
| 3  | Lasse Norman Hansen | Garmin-Sharp            |    | 17 s            |
| 4  | Tony Martin         | Omega Pharma-Quick Step |    | 23 s            |
| 5  | Fabian Cancellara   | Trek Factory Racing     |    | 26 s            |
| 6  | Peter Sagan         | Cannondale              |    | 29 s            |
| 7  | Marcel Kittel       | Giant-Shimano           |    | 33 s            |
| 8  | Adriano Malori      | Movistar                |    | 33 s            |
| 8  | Maciej Bodnar       | Cannondale              |    | 36 s            |
| 10 | Peter Velits        | BMC Racing              |    | 38 s            |

### 4eétape
,,,,,
|    | Coureur               | Équipe                  |    | Temps           |
| -- | --------------------- | ----------------------- | -- | --------------- |
| 1  | Marcel Kittel         | Giant-Shimano           | en | 2 h 41 min 09 s |
| 2  | Mark Renshaw          | Omega Pharma-Quick Step | +  | m.t             |
| 3  | Andrea Guardini       | Astana                  |    | m.t             |
| 4  | Roberto Ferrari       | Lampre-Merida           |    | m.t             |
| 5  | Alexander Porsev      | Katusha                 |    | m.t             |
| 6  | Daniele Ratto         | Cannondale              |    | m.t             |
| 7  | Niccolò Bonifazio     | Lampre-Merida           |    | m.t             |
| 8  | Takashi Miyazawa      | Vini Fantini Nippo      |    | m.t             |
| 9  | Lucas Sebastián Haedo | Skydive Dubai           |    | m.t             |
| 10 | Juan José Lobato      | Movistar                |    | m.t             |

|    | Coureur             | Équipe                  |    | Temps           |
| -- | ------------------- | ----------------------- | -- | --------------- |
| 1  | Taylor Phinney      | BMC Racing              | en | 9 h 31 min 33 s |
| 2  | Steve Cummings      | BMC Racing              | +  | 15 s            |
| 3  | Lasse Norman Hansen | Garmin-Sharp            |    | 17 s            |
| 4  | Tony Martin         | Omega Pharma-Quick Step |    | 23 s            |
| 5  | Fabian Cancellara   | Trek Factory Racing     |    | 30 s            |
| 6  | Marcel Kittel       | Giant-Shimano           |    | 30 s            |
| 7  | Adriano Malori      | Movistar                |    | 37 s            |
| 8  | Maciej Bodnar       | Cannondale              |    | 40 s            |
| 9  | Peter Velits        | BMC Racing              |    | 42 s            |
| 10 | Dylan van Baarle    | Garmin-Sharp            |    | 42 s            |

## Classements finals

### Classement général
|    | Cycliste            | Pays        | Équipe                  |    | Temps           |
| -- | ------------------- | ----------- | ----------------------- | -- | --------------- |
| 1  | Taylor Phinney      | États-Unis  | BMC Racing              | en | 9 h 31 min 33 s |
| 2  | Steve Cummings      | Royaume-Uni | BMC Racing              | +  | 15 s            |
| 3  | Lasse Norman Hansen | Danemark    | Garmin-Sharp            |    | 17 s            |
| 4  | Tony Martin         | Allemagne   | Omega Pharma-Quick Step |    | 23 s            |
| 5  | Fabian Cancellara   | Suisse      | Trek Factory Racing     |    | 30 s            |
| 6  | Marcel Kittel       | Allemagne   | Giant-Shimano           |    | 30 s            |
| 7  | Adriano Malori      | Italie      | Movistar                |    | 37 s            |
| 8  | Maciej Bodnar       | Pologne     | Cannondale              |    | 40 s            |
| 9  | Peter Velits        | Slovaquie   | BMC Racing              |    | 42 s            |
| 10 | Dylan van Baarle    | Pays-Bas    | Garmin-Sharp            |    | 42 s            |

### Classements annexes
|   | Cycliste       | Équipe        | Points |
| - | -------------- | ------------- | ------ |
| 1 | Marcel Kittel  | Giant-Shimano | 60     |
| 2 | Peter Sagan    | Cannondale    | 33     |
| 3 | Taylor Phinney | BMC Racing    | 32     |

|   | Cycliste          | Équipe             | Points |
| - | ----------------- | ------------------ | ------ |
| 1 | Willie Smit       | Vini Fantini Nippo | 16     |
| 2 | Francisco Mancebo | Skydive Dubai      | 11     |
| 3 | Diogo Nunes       | Banco BIC-Carmim   | 11     |

| \| \| Cycliste \| Équipe \| \| Temps \| \| - \| ------------------- \| ------------ \| -- \| --------------- \| \| 1 \| Taylor Phinney \| BMC Racing \| en \| 9 h 31 min 33 s \| \| 2 \| Lasse Norman Hansen \| Garmin-Sharp \| + \| 17 s \| \| 3 \| Dylan van Baarle \| Garmin-Sharp \| \| 42 s \| |                     |              |    |                 |
| | Cycliste            | Équipe       |    | Temps           |
| 1 | Taylor Phinney      | BMC Racing   | en | 9 h 31 min 33 s |
| 2 | Lasse Norman Hansen | Garmin-Sharp | +  | 17 s            |
| 3 | Dylan van Baarle    | Garmin-Sharp |    | 42 s            |

## Évolution des classements
| Étape              | Vainqueur          | Classement général | Classement par points | Classement des sprints | Classement du meilleur jeune |
| ------------------ | ------------------ | ------------------ | --------------------- | ---------------------- | ---------------------------- |
| 1                  | Taylor Phinney     | Taylor Phinney     | Taylor Phinney        | Taylor Phinney         | Taylor Phinney               |
| 2                  | Marcel Kittel      | Taylor Phinney     | Taylor Phinney        | Taylor Phinney         | Taylor Phinney               |
| 3                  | Marcel Kittel      | Taylor Phinney     | Marcel Kittel         | Willie Smit            | Taylor Phinney               |
| 4                  | Marcel Kittel      | Taylor Phinney     | Marcel Kittel         | Willie Smit            | Taylor Phinney               |
| Classements finals | Classements finals | Taylor Phinney     | Marcel Kittel         | Willie Smit            | Taylor Phinney               |

## Liste des participants
- Liste de départ complète

| Légende | Légende                                                                                         | Légende | Légende                                                                                                  |
| ------- | ----------------------------------------------------------------------------------------------- | ------- | --- |
| Num     | Dossard de départ porté par le coureur sur ce Dubaï Tour                                        | Pos     | Position finale au classement général                                                                    |
|         | Indique le vainqueur du classement général                                                      |         | Indique le vainqueur du classement par points                                                            |
|         | Indique le vainqueur du classement des sprints                                                  |         | Indique le vainqueur du classement du meilleur jeune                                                     |
|         | Indique un maillot de champion national ou mondial, suivi de sa spécialité                      | NP      | Indique un coureur qui n'a pas pris le départ d'une étape, suivi du numéro de l'étape où il s'est retiré |
| AB      | Indique un coureur qui n'a pas terminé une étape, suivi du numéro de l'étape où il s'est retiré | HD      | Indique un coureur qui a terminé une étape hors des délais, suivi du numéro de l'étape                   |
| *       | Indique un coureur en lice pour le maillot blanc (coureurs nés après le 1er janvier 1990)       |         | |

| Lampre-Merida LAM | Lampre-Merida LAM             | Lampre-Merida LAM |
| ----------------- | ----------------------------- | ----------------- |
| Num               | Coureur                       | Pos               |
| 1                 | Rui Costa (POR) (Route) (Clm) | 15e               |
| 2                 | Niccolò Bonifazio (ITA)       | 66e               |
| 3                 | Davide Cimolai (ITA)          | 90e               |
| 4                 | Roberto Ferrari (ITA)         | 74e               |
| 5                 | Nélson Oliveira (POR)         | 34e               |
| 6                 | Andrea Palini (ITA)           | 103e              |
| 7                 | Filippo Pozzato (ITA)         | 11e               |
| 8                 | Luca Dodi (ITA)               | 64e               |

| Astana AST | Astana AST               | Astana AST |
| ---------- | ------------------------ | ---------- |
| Num        | Coureur                  | Pos        |
| 11         | Vincenzo Nibali (ITA)    | 17e        |
| 12         | Janez Brajkovič (SLO)    | 39e        |
| 13         | Alessandro Vanotti (ITA) | 75e        |
| 14         | Andrea Guardini (ITA)    | 93e        |
| 15         | Jacopo Guarnieri (ITA)   | 86e        |
| 16         | Evan Huffman (USA)       | 113e       |
| 17         | Valentin Iglinskiy (KAZ) | 104e       |
| 18         | Alexey Lutsenko (KAZ)    | 29e        |

| Banco BIC-Carmim BBC | Banco BIC-Carmim BBC    | Banco BIC-Carmim BBC |
| -------------------- | ----------------------- | -------------------- |
| Num                  | Coureur                 | Pos                  |
| 21                   | Amaro Antunes (POR)     | 94e                  |
| 22                   | Henrique Casimiro (POR) | 92e                  |
| 23                   | Bruno Sancho (POR)      | 100e                 |
| 24                   | Daniel Mestre (POR)     | 81e                  |
| 25                   | Diogo Nunes (POR)       | 124e                 |
| 26                   | João Pereira (POR)      | 82e                  |
| 27                   | Valter Pereira (POR)    | 119e                 |
| 28                   | Rafael Reis (POR)       | 48e                  |

| BMC Racing BMC | BMC Racing BMC             | BMC Racing BMC |
| -------------- | -------------------------- | -------------- |
| Num            | Coureur                    | Pos            |
| 31             | Thor Hushovd (NOR) (Route) | 89e            |
| 32             | Steve Cummings (GBR)       | 2e             |
| 33             | Yannick Eijssen (BEL)      | 14e            |
| 34             | Sebastian Lander (DEN)     | 112e           |
| 35             | Klaas Lodewyck (BEL)       | 110e           |
| 36             | Taylor Phinney (USA)       | 1er            |
| 37             | Peter Velits (SVK) (Clm)   | 9e             |
| 38             | Rick Zabel (GER)           | 111e           |

| Cannondale CAN | Cannondale CAN            | Cannondale CAN |
| -------------- | ------------------------- | -------------- |
| Num            | Coureur                   | Pos            |
| 41             | Peter Sagan (SVK) (Route) | 73e            |
| 42             | Maciej Bodnar (POL) (Clm) | 8e             |
| 43             | Damiano Caruso (ITA)      | 84e            |
| 44             | Ted King (USA)            | 51e            |
| 45             | Marco Marcato (ITA)       | 57e            |
| 46             | Fabio Sabatini (ITA)      | 79e            |
| 47             | Daniele Ratto (ITA)       | 78e            |
| 48             | Juraj Sagan (SVK)         | 109e           |

| Garmin-Sharp GRS | Garmin-Sharp GRS           | Garmin-Sharp GRS |
| ---------------- | -------------------------- | ---------------- |
| Num              | Coureur                    | Pos              |
| 51               | Ryder Hesjedal (CAN)       | 91e              |
| 52               | Tyler Farrar (USA)         | 46e              |
| 53               | Lasse Norman Hansen (DEN)  | 3e               |
| 54               | Raymond Kreder (NED)       | 60e              |
| 55               | Sebastian Langeveld (NED)  | 26e              |
| 56               | Ramūnas Navardauskas (LTU) | 19e              |
| 57               | Dylan van Baarle (NED)     | 10e              |
| 58               | Johan Vansummeren (BEL)    | 59e              |

| Movistar MOV | Movistar MOV                     | Movistar MOV |
| ------------ | -------------------------------- | ------------ |
| Num          | Coureur                          | Pos          |
| 61           | Jonathan Castroviejo (ESP) (Clm) | 16e          |
| 62           | Alex Dowsett (GBR) (Clm)         | 108e         |
| 63           | Jesús Herrada (ESP) (Route)      | 23e          |
| 64           | Alejandro Valverde (ESP)         | 27e          |
| 65           | Ion Izagirre (ESP)               | 43e          |
| 66           | Juan José Lobato (ESP)           | 44e          |
| 67           | Adriano Malori (ITA)             | 7e           |
| 68           | Enrique Sanz (ESP)               | 54e          |

| Omega Pharma-Quick Step OPQ | Omega Pharma-Quick Step OPQ   | Omega Pharma-Quick Step OPQ |
| --------------------------- | ----------------------------- | --------------------------- |
| Num                         | Coureur                       | Pos                         |
| 71                          | Tony Martin (GER) (Clm) (Clm) | 4e                          |
| 72                          | Mark Cavendish (GBR) (Route)  | 50e                         |
| 73                          | Nikolas Maes (BEL)            | 35e                         |
| 74                          | Alessandro Petacchi (ITA)     | 40e                         |
| 75                          | Wout Poels (NED)              | 47e                         |
| 76                          | Mark Renshaw (AUS)            | 30e                         |
| 77                          | Martin Velits (SVK)           | 18e                         |
| 78                          | Julien Vermote (BEL)          | 61e                         |

| RTS-Santic Racing RTS | RTS-Santic Racing RTS  | RTS-Santic Racing RTS |
| --------------------- | ---------------------- | --------------------- |
| Num                   | Coureur                | Pos                   |
| 81                    | Simon Buttner (FRA)    | 99e                   |
| 82                    | Alex Coutts (GBR)      | 96e                   |
| 83                    | Huang Wen-chung (TPE)  | 121e                  |
| 84                    | Jang Sun-jae (KOR)     | 95e                   |
| 85                    | Ruslan Karimov (UZB)   | 123e                  |
| 86                    | Park Keon-woo (KOR)    | 117e                  |
| 87                    | Peng Yuan-tang (TPE)   | 97e                   |
| 88                    | Boris Shpilevsky (RUS) | NP-3                  |

| Skydive Dubai SKD | Skydive Dubai SKD           | Skydive Dubai SKD |
| ----------------- | --------------------------- | ----------------- |
| Num               | Coureur                     | Pos               |
| 91                | Lucas Sebastián Haedo (ARG) | 68e               |
| 92                | Mohammed Alblooshi (UAE)    | 101e              |
| 93                | Rafaâ Chtioui (TUN) (Route) | 49e               |
| 94                | Nawaf Albalooshi (UAE)      | 114e              |
| 95                | Adil Jelloul (MAR)          | 52e               |
| 96                | Francisco Mancebo (ESP)     | 71e               |
| 97                | Alexandr Pliuschin (MDA)    | 62e               |
| 98                | Soufiane Haddi (MAR) (Clm)  | 72e               |

| Giant-Shimano GIA | Giant-Shimano GIA                 | Giant-Shimano GIA |
| ----------------- | --------------------------------- | ----------------- |
| Num               | Coureur                           | Pos               |
| 101               | Marcel Kittel (GER)               | 6e                |
| 102               | Lawson Craddock (USA)             | 42e               |
| 103               | Bert De Backer (BEL)              | 80e               |
| 104               | Koen de Kort (NED)                | 45e               |
| 105               | Reinardt Janse van Rensburg (RSA) | 28e               |
| 106               | Ji Cheng (CHN)                    | 105e              |
| 107               | Ramon Sinkeldam (NED)             | 76e               |
| 108               | Tom Veelers (NED)                 | 77e               |

| Katusha KAT | Katusha KAT              | Katusha KAT |
| ----------- | ------------------------ | ----------- |
| Num         | Coureur                  | Pos         |
| 111         | Joaquim Rodríguez (ESP)  | 56e         |
| 112         | Pavel Brutt (RUS)        | 36e         |
| 113         | Sergey Chernetskiy (RUS) | 13e         |
| 114         | Vladimir Gusev (RUS)     | 55e         |
| 115         | Alberto Losada (ESP)     | 32e         |
| 116         | Luca Paolini (ITA)       | 37e         |
| 117         | Alexander Porsev (RUS)   | 31e         |
| 118         | Ángel Vicioso (ESP)      | 22e         |

| Tinkoff-Saxo TCS | Tinkoff-Saxo TCS      | Tinkoff-Saxo TCS |
| ---------------- | --------------------- | ---------------- |
| Num              | Coureur               | Pos              |
| 121              | Oliver Zaugg (SUI)    | AB-4             |
| 122              | Jay McCarthy (AUS)    | 88e              |
| 123              | Bruno Pires (POR)     | 70e              |
| 124              | Ivan Rovny (RUS)      | 25e              |
| 125              | Rory Sutherland (AUS) | 12e              |
| 126              | Matteo Tosatto (ITA)  | 33e              |
| 127              | Nikolay Trusov (RUS)  | 24e              |
| 128              | Michael Valgren (DEN) | 53e              |

| Trek Factory Racing TFR | Trek Factory Racing TFR          | Trek Factory Racing TFR |
| ----------------------- | -------------------------------- | ----------------------- |
| Num                     | Coureur                          | Pos                     |
| 131                     | Fabian Cancellara (SUI) (Clm)    | 5e                      |
| 132                     | Eugenio Alafaci (ITA)            | 63e                     |
| 133                     | Haimar Zubeldia (ESP)            | 21e                     |
| 134                     | Danilo Hondo (GER)               | 38e                     |
| 135                     | Bob Jungels (LUX) (Route et Clm) | 20e                     |
| 136                     | Giacomo Nizzolo (ITA)            | 41e                     |
| 137                     | Fabio Silvestre (POR)            | 85e                     |
| 138                     | Kristof Vandewalle (BEL)         | 87e                     |

| Équipe nationale des Émirats arabes unis UAE | Équipe nationale des Émirats arabes unis UAE | Équipe nationale des Émirats arabes unis UAE |
| -------------------------------------------- | -------------------------------------------- | -------------------------------------------- |
| Num                                          | Coureur                                      | Pos                                          |
| 141                                          | Majid Albalooshi (UAE)                       | 107e                                         |
| 142                                          | Mansour Thani (UAE)                          | 120e                                         |
| 143                                          | Ahmed Al Mansoori (UAE)                      | 106e                                         |
| 144                                          | Mohammed Almansoori (UAE)                    | 115e                                         |
| 145                                          |                                              |                                              |
| 146                                          | Khaled Altani (UAE)                          | 122e                                         |
| 147                                          | Yousif Mirza (UAE)                           | 58e                                          |
| 148                                          | Ahmad Alablooshi (UAE)                       | NP-3                                         |

| Vini Fantini Nippo VFN | Vini Fantini Nippo VFN     | Vini Fantini Nippo VFN |
| ---------------------- | -------------------------- | ---------------------- |
| Num                    | Coureur                    | Pos                    |
| 151                    | Pierpaolo De Negri (ITA)   | 83e                    |
| 152                    | Riccardo Stacchiotti (ITA) | 69e                    |
| 153                    | Manabu Ishibashi (JPN)     | 102e                   |
| 154                    | Kim Magnusson (SWE)        | 67e                    |
| 155                    | Alessandro Malaguti (ITA)  | 65e                    |
| 156                    | Takashi Miyazawa (JPN)     | 98e                    |
| 157                    | Willie Smit (RSA)          | 118e                   |
| 158                    | Antonio Viola (ITA)        | 116e                   |